# Berliner Modell (Sanitätsdienst)
Das Berliner Modell war ein von der Senatsverwaltung für Inneres und Sport entwickeltes Konzept zur Bemessung des Sanitätsdienstes bei Großveranstaltungen in Berlin. Seit 23. Juni 2020 wird dort stattdessen die Münchner Sanitätsdienstbemessung angewandt.  Im Rahmen des Genehmigungsverfahrens wird diese als Auflage in den Bescheid oder die Erlaubnis aufgenommen. Weitere Verfahren sind der Kölner Algorithmus und das Maurer-Schema.

## Grundlagen
Das Konzept gibt Auskunft, wie viel Personal mit welcher Qualifikation und welche Fahrzeugtypen bereitgestellt werden müssen. Das Modell basiert auf Erfahrungen von Beteiligten und der Sanitätsdienste vor Ort. Verfasser ist die Senatsverwaltung für Gesundheit, Pflege und Gleichstellung. Herausgegeben wird es von der Senatsverwaltung für Inneres und Sport.

## Bemessung des Sanitätswachdienstes
Grundlage für die Bemessung ist eine Risikoanalyse. Als Parameter werden die Art der Veranstaltung, die Art der erwarteten Besucher, die Akteure und zusätzliche kurze Ereignisse einbezogen. Alle Veranstaltungen ab 100.000 Besuchern werden als Sonderveranstaltung behandelt und gesondert berechnet.
Als Veranstaltungen mit geringem Risiko gelten:
- Ausstellung
- Basar
- Fachmesse
- Fachtagung
- Veranstaltung in geschlossenen Räumen
- Feuerwerk in kleinem Rahmen
- Kirchentag
- Kleingartenfest
- Klassikkonzert
- Musikveranstaltung
- Sportveranstaltung
- Freiluftkino
- Seniorenveranstaltung
- Stadtteilfest
- Tanzveranstaltung eines Vereins
- Weihnachtsmarkt

Als Veranstaltungen mit mittlerem Risiko gelten:
- Ausstellung mit Messe
- Veranstaltung im Freien
- Feuerwerk bei Massenveranstaltung
- Rock- oder Popkonzert
- Sportveranstaltung ab 20.000 Besuchern
- Veranstaltung mit langen Einlasszeiten
- Bälle mit politischer Prominenz

Als Veranstaltungen mit hohem Risiko gelten:
- Konzert mit Boygroups
- Rock- oder Popkonzerte mit gewaltbereitem Publikum
- Flugschau
- Motor- oder Extremsportveranstaltung
- Staatsbesuch mit Publikum

Anhand der Anzahl der erwarteten Besucher kann die Anzahl des medizinischen Personals mit Qualifikation und die Fahrzeuge bestimmt werden.

## Vor- und Nachteile
Ein Vorteil ist die einfache Handhabung. Positiv ist auch die Abstimmung des Landes Berlin mit den Sanitätsdiensten und die Sicherstellung einer standardisierten Qualifikation. Das Faltblatt lässt schnelle Rückschlüsse zu, wie viel Personal benötigt wird. Davon ausgehend kann schnell bestimmt werden, welche Kosten auf den Veranstalter zukommen. Es funktioniert jedoch nur bis zu einer erwarteten Besucheranzahl bis zu 100.000.

## Kritik
In der Praxis wird das Konzept nur von unerfahrenen Veranstaltern genutzt. Darüber hinaus werden örtliche oder bauliche Besonderheiten nicht berücksichtigt. Ein Vergleich mit der Praxis ergibt, dass oft mehr Personal und Mittel eingesetzt werden als berechnet. Das Faltblatt kann keine gesicherten Aussagen über Sonderveranstaltungen geben.